# Sveriges damlandslag i vattenpolo
Sveriges damlandslag i vattenpolo representerar Sverige i vattenpolo på damsidan.
1996 slutade laget trea i B-Europamästerskapet.